# Lower New York Bay

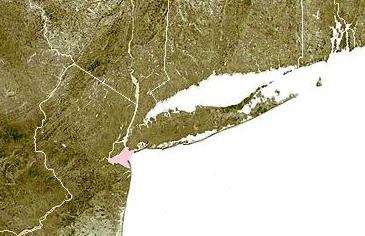
La Lower New York Bay è mostrata in rosa.

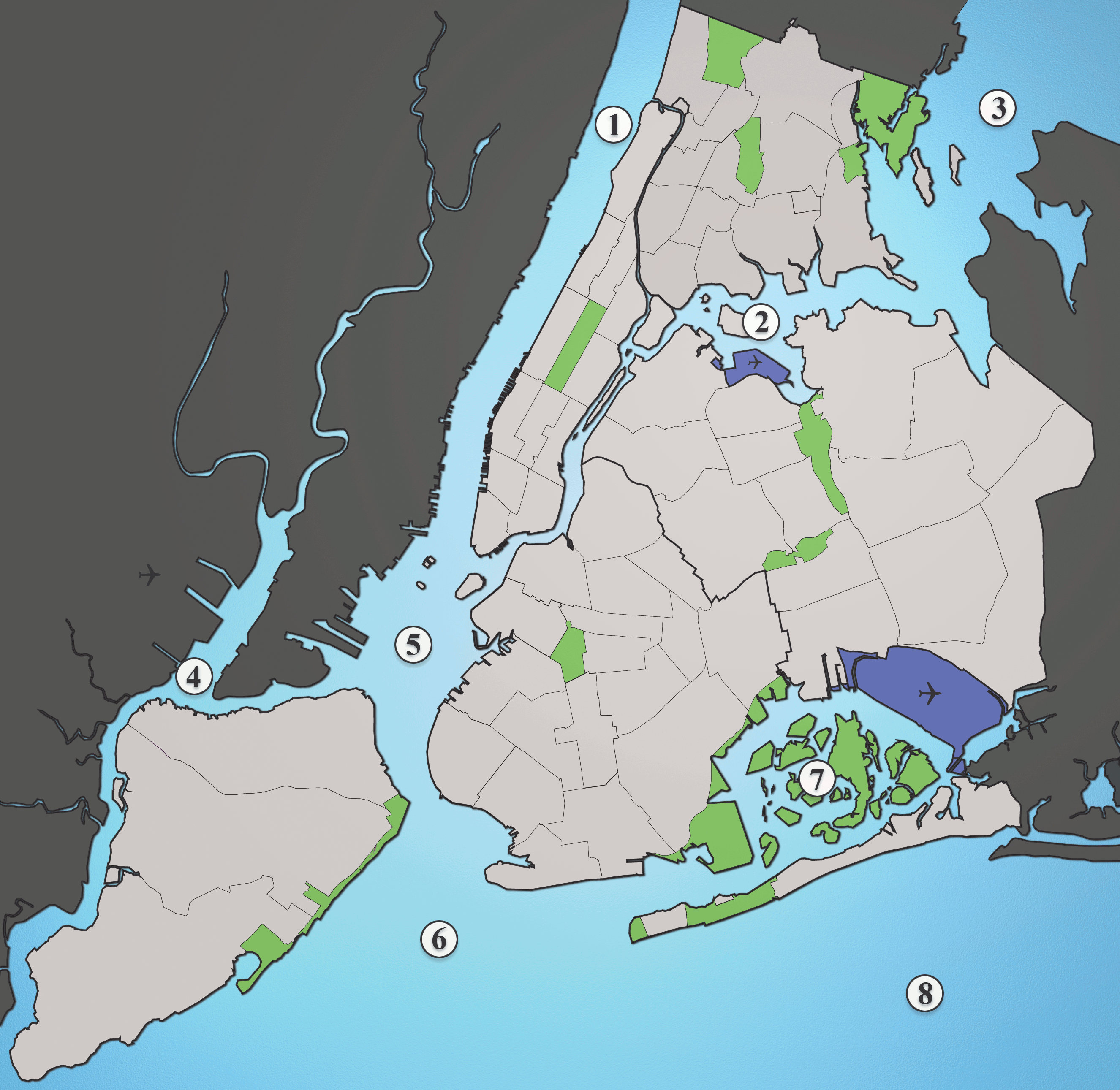
Specchi d'acqua dell'estuario del fiume Hudson: 1. Hudson River, 2. East River, 3. Long Island Sound, 4. Newark Bay, 5. Upper New York Bay, 6. Lower New York Bay, 7. Jamaica Bay, 8. Oceano Atlantico.

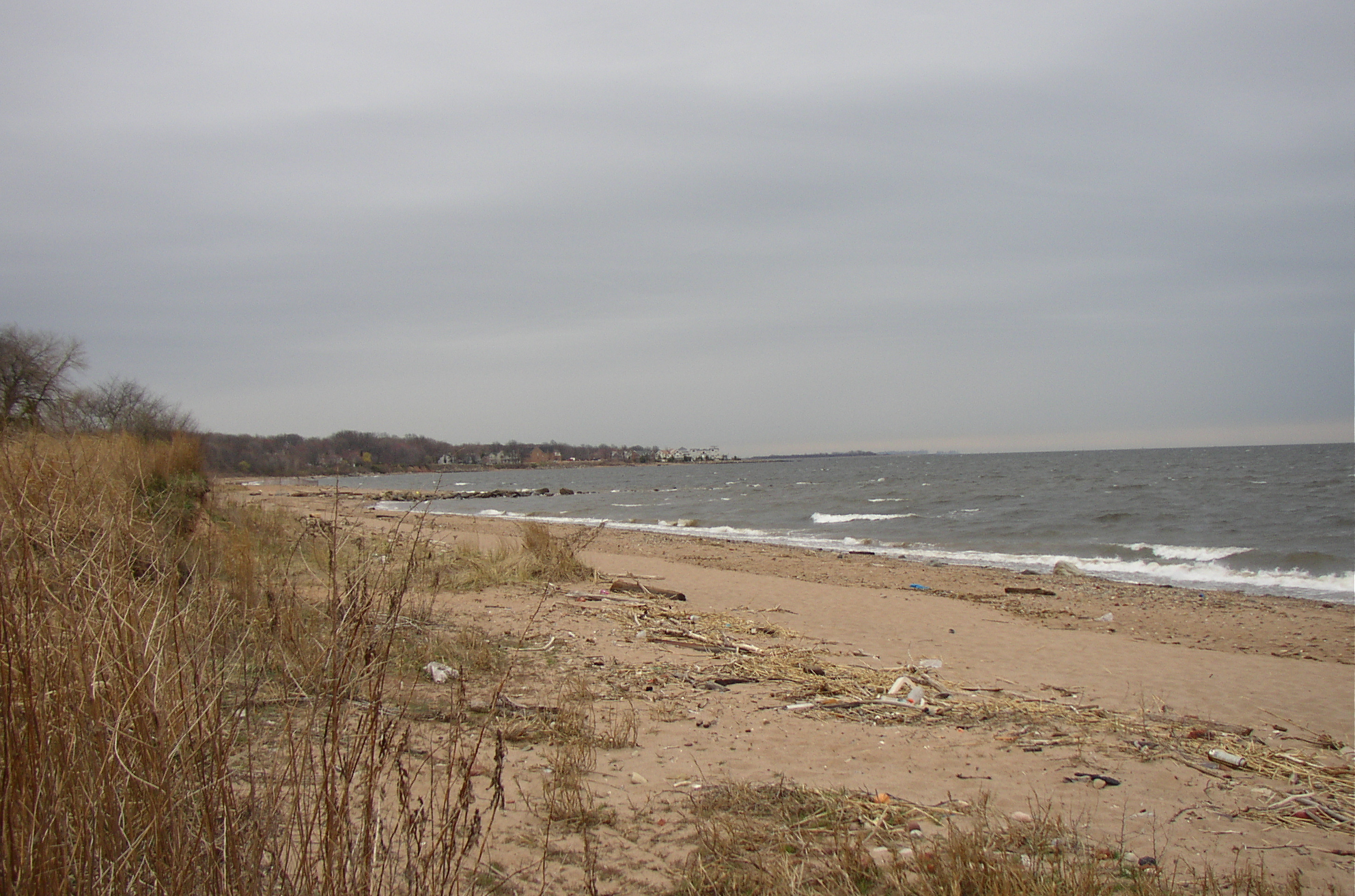
Vista della Lower New York Bay da Staten Island

Lower New York Bay è la parte meridionale della baia di New York. È separata dalla Upper New York Bay dallo stretto [[The Narrow]].   
Il lato sud della baia si apre direttamente sull'Oceano Atlantico tra due porzioni di terra, Sandy Hook nel New Jersey e Rockaway nel distretto di New York del Queens.